# Extraordinary (serie de televisión)
Extraordinary es una serie de televisión británica de comedia de superhéroes creada y escrita por Emma Moran. Se estrenó en la plataforma Disney+ Star a nivel internacional, en Star+ en Latinoamérica y en Hulu en Estados Unidos, el 25 de enero de 2023.
La serie recibió críticas generalmente positivas de la prensa especializada y fue renovada para una segunda temporada el 23 de enero de 2023, antes de que se hubiera estrenado la primera temporada de la serie. La segunda temporada se estrenó el 6 de marzo de 2024 en Hulu para Estados Unidos y en Disney+ para otros mercados.

## Premisa
En un mundo en el que todos reciben un superpoder al cumplir los 18 años. Todos menos Jen, que a sus 25 años aún está esperando a recibir su poder y siente que se está quedando atrás. A sus inseguridades se suma el hecho de que está atrapada en un puesto de trabajo sin futuro y de que su ligue ocasional, Luke, es un chico con el poder de volar que no tiene la mínima intención de sentar cabeza. Jen tiene a su mejor amiga. Comparten piso con el novio estable de Carrie, Kash, y un gato callejero de nombre Semineitor.

## Elenco

### Principales
- Máiréad Tyers como Jen Reagan, que trabaja en una tienda de disfraces de 25 años
- Sofia Oxenham como Carrie Jackson, la mejor amiga y compañera de piso de Jen
- Bilal Hasna como Kash, el novio de Carrie y otro compañero de piso de Jen.
- Luke Rollason como Jizzlord ("Seminator" en la versión en castellano), un cambiaformas que estuvo atrapado como un gato durante varios años.

### Secundarios
- Siobhán McSweeney como Mary, la madre de Jen
- Robbie Gee como Ian, el padrastro de Jen
- Safia Oakley-Green como Andy, la media hermana de Jen
- Ned Porteous como Luke, un chico con el que Jen sale ocasionalmente
- Darcey Porter-Cassidy como Ange, la jefa de Jen en la tienda de disfraces
- Eros Vlahos como Gordon, un chico con el que Jen tiene una cita
- Ardal O'Hanlon como Martin, el padre fallecido de Jen (voz)
- Sam Haygarth como Seb
- Chris Lew Kum Hoi como Gregor
- Shaun Mason como Randall
- Abraham Popoola como Ade
- Joshua Leese como PDF Man
- Patricia Allison como Hannah
- Reis Daniel como chofer de Uber
- Rosa Robson como Nora (temporada 2)
- Julian Barratt como George (temporada 2)
- Kwaku Mills como Clark (temporada 2)

## Episodios
| Temporada | Temporada | Episodios | Emisión original    | Emisión original    |
| Temporada | Temporada | Episodios | Inicio              | Final               |
| --------- | --------- | --------- | ------------------- | ------------------- |
|           | 1         | 8         | 25 de enero de 2023 | 25 de enero de 2023 |
|           | 2         | 8         | 6 de marzo de 2024  | 6 de marzo de 2024  |

### Temporada 1
| N.º | Título                                                                           | Director          | Guionista  | Primera emisión     |
| --- | -------------------------------------------------------------------------------- | ----------------- | ---------- | ------------------- |
| 1 | «Have Nots» «Desposeídos»                                                        | Toby MacDonald    | Emma Moran | 25 de enero de 2023 |
| En un mundo en el que todos reciben un superpoder al cumplir los 18 años. Todos menos Jen, que a sus 25 años aún está esperando a recibir su poder y siente que se está quedando atrás. |                                                                                  |                   |            |                     |
| 2 | «Magic Bullets» «Balas mágicas»                                                  | Toby MacDonald    | Emma Moran | 25 de enero de 2023 |
| Jen y sus amigos intentan inducir un poder en ella sometiéndola a diversas formas de estrés. Jen descubre que el gato callejero que adoptó es en realidad un cambiaformas que ha estado atrapado como gato durante varios años. |                                                                                  |                   |            |                     |
| 3 | «Dead End Jobs»Curro sin futuro                                                  | Toby MacDonald    | Emma Moran | 25 de enero de 2023 |
| A Carrie se le pide que canalice a un músico muerto que es poco respetuoso con las mujeres y le pide ayuda a Jen. Kash realiza audiciones para su equipo de justicieros y Jizzlord asiste para volver a aprender a ser humano. |                                                                                  |                   |            |                     |
| 4 | «Pet Project» «Proyecto mascota»                                                 | Toby MacDonald    | Emma Moran | 25 de enero de 2023 |
| Jen intenta ayudar a Jizzlord a recuperar sus recuerdos llevándolo a una aventura. Kash se prepara para el debut de su equipo de justicieros, ignorando a una Carrie cargada de sexualidad, que busca otra salida para sus impulsos. |                                                                                  |                   |            |                     |
| 5 | «The Jen Show» «El show de Jen»                                                  | Jennifer Sheridan | Emma Moran | 25 de enero de 2023 |
| Jen y Carrie vuelven a visitar su antigua escuela, lo que causa problemas cuando un antiguo compañero de clase que puede leer los recuerdos de las personas le muestra a Carrie lo mala amiga que ha sido Jen. Jizzlord intenta consolar a Kash después de que su debut como justiciero fracasara dramáticamente.                                                                 |                                                                                  |                   |            |                     |
| 6 | «The Real Power Is The Friends We Made» «Nuestro auténtico poder son los amigos» | Nadira Amrani     | Emma Moran | 25 de enero de 2023 |
| Jizzlord intenta sanar la brecha entre Jen y Carrie, pero Jen ha hecho una nueva amiga que tampoco tiene poderes. Kash busca a sus compañeros justicieros para disculparse. |                                                                                  |                   |            |                     |
| 7 | «The Merry Monarch» «El alegre monarca»                                          | Jennifer Sheridan | Emma Moran | 25 de enero de 2023 |
| Jen intenta ganar algo de dinero rápido convenciendo a Jizzlord para que partícipe en una exposición de gatos y se da cuenta del lugar que ocupa en su vida. Kash cancela su cita nocturna con Carrie para luchar contra el crimen con sus amigos justicieros y ella responde embarcándose en una aventura con el espíritu de un miembro de la realeza muerto.                    |                                                                                  |                   |            |                     |
| 8 | «Surprise!» «¡Sorpresa!»                                                         | Jennifer Sheridan | Emma Moran | 25 de enero de 2023 |
| Jen lucha por descubrir su nueva dinámica con Jizzlord después de besarse, pero la situación se complica cuando Luke aparece inesperadamente. Carrie intenta romper con Kash, pero él sigue retrocediendo en el tiempo para evitar tener la conversación. En un final de suspenso, un niño ve a Jizzlord en una tienda de comestibles y afirma que Jizzlord se parece a su padre. |                                                                                  |                   |            |                     |

### Temporada 2
| N.º | Título                                                                  | Director          | Guionista  | Primera emisión    |
| --- | ----------------------------------------------------------------------- | ----------------- | ---------- | ------------------ |
| 1 | «The Void» «El vacío»                                                   | Toby MacDonald    | Emma Moran | 6 de marzo de 2024 |
| Jen y Jizz luchan con la revelación de la familia secreta de Jizz, mientras Kash y Carrie luchan con su ruptura. Jen comienza a ver a un terapeuta para que la ayude a encontrar su poder. |                                                                         |                   |            |                    |
| 2 | «Hello Stranger» «Hola desconocida»                                     | Toby MacDonald    | Emma Moran | 6 de marzo de 2024 |
| Jen debe lidiar con la llegada de la esposa de Jizz, Nora, y su hijo, Alfie, y descubre que Nora tiene un motivo oculto. La insistencia de Carrie en que Kash encuentre un trabajo adecuado lo lleva a convertirse en su nuevo asistente. |                                                                         |                   |            |                    |
| 3 | «The Exorcism of Carrie Jackson» «El exorcismo de Carrie Jackson»       | Toby MacDonald    | Emma Moran | 6 de marzo de 2024 |
| Jen anima a Carrie a "hacerse una puta" en Halloween ahora que está soltera y Carrie canaliza a una estrella de Hollywood muerta que pronto la posee, lo que lleva a Jen y Kash a intentar un exorcismo. Jizz, abrumado por volver a familiarizarse con su antigua vida, vuelve a su forma felina por una noche y vive una aventura desgarradora. |                                                                         |                   |            |                    |
| 4 | «Ready to Rumble» «Preparados para pelear»                              | Toby MacDonald    | Emma Moran | 6 de marzo de 2024 |
| Jizz intenta reconectarse con su ex mejor amigo mientras Jen y Nora se enfrentan nuevamente en el lanzamiento del libro de Nora. Carrie intenta encontrar un chico nuevo y entabla conversación con un hombre invisible. Kash lucha contra su sequía creativa. |                                                                         |                   |            |                    |
| 5 | «Meet the Parent» «Conocer al padre»                                    | Jennifer Sheridan | Emma Moran | 6 de marzo de 2024 |
| Jen le cuenta a su terapeuta una cena familiar reciente en la que intenta acercarse a su madre, pero todo se convierte en un desastre. Jizz está haciendo una lista de pros y contras para demostrarle a Nora que Jen es una buena persona. Carrie y Kash acuerdan relacionarse con gente nueva, lo que termina con un giro inesperado. |                                                                         |                   |            |                    |
| 6 | «Jen V Nora: Ultimate Showdown» «Jen vs. Nora: la batalla final»        | Jennifer Sheridan | Emma Moran | 6 de marzo de 2024 |
| Jen y Jizz van a la fiesta de cumpleaños de Alfie, lo que lleva a otro enfrentamiento con Nora. Las luchas de Carrie con Kash que ahora sale con su "hermano de trabajo" Clark la llevan a compensar en exceso invitando a sus amigos a celebrar. Después de elegir a Nora en lugar de Jen, Jizz descubre que su mejor amigo y Nora estaban teniendo una aventura, y que el hijo de Nora no es suyo. Su profundo malestar en ese momento es la razón por la cual no puede recordar su vida anterior. |                                                                         |                   |            |                    |
| 7 | «Be the Daddy You Want to See in the World» «Sé el padre de tus sueños» | Jennifer Sheridan | Emma Moran | 6 de marzo de 2024 |
| Jen aborda los problemas de su padre y este le dice que tienen que restringir la visualización. Después de que Jen cruza la línea con su terapeuta, anima a Jizz a "engañarla". Carrie y Kash se dan cuenta de que se extrañan y les gustaría volver a ser amigos. |                                                                         |                   |            |                    |
| 8 | «Well, Goodbye Forever» «Bueno, adiós para siempre»                     | Jennifer Sheridan | Emma Moran | 6 de marzo de 2024 |

## Producción
Emma Moran desarrolló la serie mientras completaba su Maestría en Escritura de Guiones en la Universidad de Manchester, donde se graduó en 2020.
Junto con Wedding Season, Extraordinary estuvo en la primera lista de producciones del Reino Unido encargadas por Disney+ bajo la marca Star, como se anunció. en abril de 2021. Sally Woodward Gentle, Lee Morris y Charles Dawson de la productora Sid Gentle Films, así como Johanna Devereaux de Disney+, fueron los productores ejecutivos de la serie. Mientras que Charlie Palmer se desempeñó como productor.
El elenco se anunció en diciembre de 2021, con Máiréad Tyers liderando la serie junto a Sofia Oxenham, Bilal Hasna y Luke Rollason. Posteriormente se unieron al elenco Siobhán McSweeney, Safia Oakley-Green y Robbie Gee. En el Festival de Televisión de Edimburgo de 2023, se anunció que Julian Barratt, Rosa Robson y Kwaku Mills se habían unido al elenco de Extraordinary para su segunda temporada. Mientras que Derek Jacobi haría un cameo de voz.
La serie se rodó íntegramente en Londres.

## Estreno
Las primeras imágenes de la serie se publicaron en noviembre de 2022.  Posteriormente, le siguió un avance en diciembre. La primera temporada se estrenó el 25 de enero de 2023 y consta de ocho episodios. Mientras que la segunda temporada se estrenó el 6 de marzo de 2024.
A finales de 2023, Disney+ llegó a un acuerdo con la empresa de medios británica ITV para conceder la licencia de Extraordinary (entre otros programas) al transmisor de la empresa en el Reino Unido ITVX. El programa también tendrá una transmisión lineal en ITV2. La primera temporada se estrenó en ITVX el 12 de febrero de 2024.

## Recepción

### Respuesta de la crítica
A la primera temporada, el sitio web de agregador de reseñas Rotten Tomatoes le da un índice de aprobación del 100 % basado en 22 revisiones, con una calificación promedio de 7,10/10. El consenso de los críticos del sitio web dice: «Amable e inteligentemente construido, Extraordinary fundamenta lo fantástico y, como resultado, lo hace aún más accesible y emocionante». Metacritic, que utiliza un promedio ponderado, le dio a la serie una puntuación de 74 sobre 100 basada en 8 críticas, lo que indica «críticas generalmente favorables».
Judy Berman de Time calificó la serie como un «clásico instantáneo entre las comedias de superhéroes» y escribió: «Fiel a su título, Extraordinary combina y modifica tropos familiares en algo genuinamente único». Keith Watson de Metro le dio a la serie una calificación de 4 sobre 5 estrellas, diciendo: «De vez en cuando hay un programa de superpoderes que promete dar nueva vida a la arena sobreexplotada y la nueva comedia Extraordinary de Emma Moran, que explota astutamente el género, al estilo de The Boys (con mucho menos presupuesto), se destaca entre la multitud». Polly Conway de Common Sense Media le dio a la serie una calificación de 4 sobre 5 estrellas, describiéndola como una «comedia adolescente divertida».

### Premios
Extraordinary ganó el premio al Mejor Programa de Comedia en los Broadcast Digital Awards de 2023. Además fue nominada a Mejor Guion de Comedia y la protagonista principal, Tyers, fue nominada en la categoría de Mejor Interpretación Femenina de Comedia en los Premios del Programa de la Royal Television Society en marzo de 2024.